# Villana delle Botti
Beata Villana delle Botti (Firenze, 1332 – Firenze, 29 gennaio 1360) è stata una religiosa italiana.

## Biografia
Villana delle Botti fu una penitente del XIV secolo, figlia di Andrea di Messer Lapo delle Botti, un ricco mercante.
Nel 1333, quando aveva appena un anno, Firenze subì un'inondazione, nei dieci anni successivi la tirannia del Duca di Atene portò i fiorentini alla rivolta, con conseguente cacciata del Duca, seguì il fallimento dei banchieri Bardi e Peruzzi e poi, nel 1348 la peste nera. Quando questi terribili momenti furono passati, alcuni si dedicavano ai piaceri della vita, vivendo nel lusso, altri furono portati alla pietà religiosa, seguendo la vita cristiana.
Villana, in questo contesto, dopo un'infanzia nella quale aveva dimostrato favore per la vita contemplativa e per la penitenza, nel 1350 si sposò con Rosso di Piero di Stefano Benintendi, fiorentino benestante, e prese ad apprezzare il divertimento e l'eleganza nel vestire. Un giorno, secondo la tradizione, Villana vide riflessa un'immagine mostruosa nello specchio del quale si serviva molto spesso: essa si recò allora nella chiesa di Santa Maria Novella dove si confessò e si propose di vivere per espiare i propri peccati. Dopo aver venduto tutte le sue sostanze,  divenne terziaria domenicana e convertì il padre e il marito. La malattia dalla quale fu colpita, la condusse alla morte non ancora trentenne e fu sepolta nella basilica di Santa Maria Novella. La sua tomba, commissionata dal nipote - figlio del figlio - fra Sebastiano di Iacopo di Rosso Benintendi, fu scolpita da Bernardo Rossellino nel 1451 e si trova tuttora nella navata sinistra della chiesa. Fra Sebastiano, passato dall'ordine domenicano a quello benedettino, commissionò al Beato Angelico anche il Compianto di Cristo per l'Oratorio di Santa Maria Vergine della Croce al Tempio: l'opera fu eseguita nel 1436 e raffigura, tra gli altri santi, la beata Villana vestita e velata di nero con le mani al petto, incrociate.

## Culto
Il culto, nato spontaneamente dopo la morte e ininterrotto, che spinse l'autore della sua prima biografia, un discendente, a chiamarla prematuramente una beata, fu confermato da papa Leone XII nel marzo 1824.